# Broken Down Film
Broken Down Film ist ein japanischer Anime-Kurzfilm von Osamu Tezuka aus dem Jahr 1985.

## Handlung
In einem alten Zeichentrickfilm hat ein junger Cowboy mit den Tücken der alten Filmtechnik zu kämpfen. Mal wird der Filmstreifen nicht richtig gelesen, sodass ein Filmcel für den Zuschauer falsch zusammengesetzt ist und der Cowboy seine Füße über sich laufen sieht, mal ist das Bild so körnig, dass der Cowboy Schwierigkeiten hat, sich zu orientieren. Wenn der Film flackert, stürzen Cowboy und Pferd wiederum zu Boden.
Der Mann hört nach einer Weile die Hilferufe einer jungen Frau, die gefesselt auf Eisenbahnschienen liegt. Die Eisenbahn rauscht heran, doch ist der Cowboy zu langsam, um die Fesseln rechtzeitig zu durchschneiden. Es gelingt ihm, die Hilferuf-Sprechblase gegen die Eisenbahn zu werfen und sie so zum Halten zu bringen.
Dem Cowboy droht neues Ungemach, als er von einem Banditen gestellt wird. Durch Filmabspielfehler gelingt es dem Cowboy wiederum, den Banditen mehrfach zu entwaffnen, bis er aufgibt. Das traute Zusammensein mit der jungen Frau wiederum wird durch Filmabspielfehler erschwert. Am Ende reitet der Cowboy auf seinem Pferd davon.

## Produktion
Der Film entstand unter der Regie und nach einem Drehbuch von Osamu Tezuka bei dessen Studio Tezuka Productions. Als Produzent trat Minoru Kubota auf und für die Kameraführung war Masaaki Fujita verantwortlich. Um den Schnitt kümmerte sich Shuichi Kakesu. Für Spezialeffekte war Kimiharu Oguma zuständig, für Toneffekte Shizuo Kurahashi.
Broken Down Film wurde überwiegend in Schwarz-Weiß animiert. Nur ein kurzer Part, in dem Cowboy und Frau miteinander tanzen, ist in Vollfarbe umgesetzt. Der Musiktitel, der den Film untermalt, ist Snake Rag von Joe King Oliver. Der Animationsstil erinnert an frühe Animationen von Max Fleischer. Der Kurzfilm ist Teil einer Reihe von Filmen, denen sich Tezuka in den 1980er Jahren, der Spätphase seines Anime-Schaffens, widmete und gehört zusammen mit Jumping und Legend of the Forest zu den bekanntesten dieser Reihe.
Der Film ist eine Parodie auf Westernfilme der Stummfilmzeit. Das zentrale Motiv ist dabei die gefesselte Frau auf Eisenbahnschienen, die in zahlreichen Stummfilmwestern zu sehen ist. Tezuka wurde zum Film durch die Kurzanimationsreihe Dudley Do-Right of the Mounties – ein Segment der Fernsehserie The Adventures of Rocky and Bullwinkle and Friends – inspiriert, die in den frühen 1960er-Jahren bereits Stummfilmwestern parodierte.

## Veröffentlichung
Broken Down Film erlebte am 17. August 1985 auf dem Hiroshima Kokusai Animation Festival seine Premiere. Das Fehlen von zu synchronisierenden Dialogen erleichterte viele darauf folgende internationale Aufführungen sowie eine Fernsehausstrahlung in Großbritannien. In Deutschland war der Film unter anderem 2016 im Rahmen der Reihe Disobedient Images des Internationalen Leipziger Festivals für Dokumentar- und Animationsfilm zu sehen. Auch in weiteren Ländern wurde der Kurzfilm, vorrangig auf Filmfestivals, aufgeführt. So in den Vereinigten Staaten, Italien, Frankreich, Hongkong, Kanada und der Sowjetunion. 
Eine Veröffentlichung auf Video erfolgte in Japan zusammen mit anderen Filmen Tezukas sowie einiger anderer japanischer Filmemacher unter dem Titel Jumping, einem anderen Kurzfilm Tezukas, der ebenfalls in der Sammlung enthalten war. In den USA und Australien sowie in Spanien erschien der Kurzfilm zusammen mit weiteren Filmen von Tezuka auf DVD.  

## Rezeption
Auf dem ersten Hiroshima Kokusai Animation Festival wurde Broken Down Film 1985 mit dem Grand Prix ausgezeichnet. Zu seiner Vorführung auf der Los Angeles International Animation Celebration noch 1985 erhielt der Film großen Zuspruch. Die Anime Encyclopedia beschreibt den Kurzfilm als „verspielten, postmodernen Spaß“ und vergleicht ihn mit dem amerikanischen Kurzfilm Entnervte Ente.